# Voto positivo
El voto afirmativo, voto positivo o voto a candidaturas en una elección democrática es aquel válidamente emitido, según los requisitos exigidos por la legislación respectiva, que manifiesta la voluntad del elector a favor de una determinada lista, agrupación o candidato. Junto con  el voto en blanco constituyen los votos válidos. Tiene una gran importancia porque en la mayoría de los sistemas electorales todos los cálculos para atribuir cargos a los candidatos ganadores, se realizan únicamente sobre los votos positivos. Los requisitos varían de país en país. 

## El voto positivo en Argentina

### Requisitos de validez
El requisitos básico de validez de un voto es que haya sido realizado con una boleta oficial. En principio su validez no resulta afectada aunque la boleta esté rota o tachada, en tanto no estén destruidos los nombres del partido o de los candidatos. No obstante, si la boleta contiene inscripciones el voto pasa a ser nulo (ya que se podría identificar quien lo emitió a partir de su caligrafía). En caso de que se hubieran introducido dos boletas idénticas en un sobre, es válido y se cuenta como un solo voto (la papeleta sobrante debe ser destruida ahí mismo).

### Declaración de la validez del voto
En los escrutinios manuales el examen sobre la validez del voto es realizado inicialmente por el presidente de mesa al momento de efectuar el conteo voto a voto de la urna, discriminando entre votos positivos, nulos y en blanco.
En ciertos casos el voto de los ciudadanos puede ser cuestionado en la mesa electoral, ya sea antes de ser emitido (voto impugnado), o después de ser emitido (voto recurrido). En ambos casos la validez del voto queda suspendida, y debe ser resuelta, a favor o en contra, por el juez electoral en el escrutinio definitivo.

### Voto impugnado
En los casos en los que existen dudas sobre la identidad del votante, el presidente de mesa o los fiscales partidarios pueden "impugnar su voto". En ese caso el ciudadano vota siguiendo un procedimiento especial, por el cual se separa el sobre utilizado para votar, y se registra en su exterior los datos del votante y su huella digital. El sobre cerrado es enviado al juez electoral a cargo del escrutinio definitivo quien deberá determinar la identidad cuestionada. En caso de confirmarla, el voto se vuelve positivo y debe ser computado en el escrutinio definitivo.
Los sobres de los votos impugnados no pueden ser abiertos en el conteo en la mesa y no se cuentan como positivos en el escrutinio provisorio.

### Voto recurrido
Si el presidente de una mesa electoral declarara un voto como positivo, nulo o en blanco, pero algún fiscal de un partido político presente estuviera en desacuerdo, puede "recurrirlo". El voto recurrido tiene suspendida su validez, la que deberá ser aclarada en el escrutinio definitivo por el juez electoral. Los votos recurridos, no se cuentan como positivos en el escrutinio provisorio.

### Validez y efecto
El voto positivo es de suma importancia para las elecciones democráticas. La doctrina habla de "votos válidamente emitidos", excluyendo de los mismos tanto a los votos en blanco como a los votos nulos. Por lo tanto, solo los votos positivos influyen en la elección de los candidatos.